# Scymnus wudangensis
Scymnus wudangensis  (лат.) — вид божьих коровок рода Scymnus из подсемейства Scymninae (Coccinellidae). Юго-Восточная Азия.

## Распространение
Южный Китай (Hubei, Wudang Mountains).

## Описание
Мелкие жуки длиной от 1,86 до 2,10 мм (ширина 1,29—1,44), овальной выпуклой формы, в спинной части с белым опушением. Основная окраска пронотума жёлтовато-коричневая; усики, голова и ноги жёлтые; скутеллюм и надкрылья чёрные (у вершины жёлтые). Сходен с видом Scymnus scalpratus, отличаясь особенностями строения гениталий самцов и окраской тела.
Усики 11-члениковые, булава из 3 сегментов. Голова, лабрум и клипеус поперечные. Усики прикрепляются перед линией глаз. Нижнегубные щупики 3-члениковые. Скутеллюм мелкий, треугольный. Надкрылья в основании шире пронотума, с нерегулярной пунктировкой. Голени без вершинных шпор. Лапки 4-члениковые. Брюшко с шестью вентритами.
Вид был впервые описан в 2015 году китайскими энтомологами С. Ченом (Xiaosheng Chen) и Ш. Реном (Shunxiang Ren) (Engineering Research Center of Biological Control, Ministry of Education; College of Natural Resources and Environment, Южно-китайский сельскохозяйственный университет, Гуанчжоу, Китай). Видовое имя S. wudangensis дано по названию места обнаружения типовой серии (Wudang Mountains).